# Taizz (provins)
Taizz (arabiska: تعز) är en provins i Jemen. Den administrativa huvudorten är Taizz. Provinsen har 2 393 425 invånare och en yta på 10 010 km².

## Distrikt
- Dhubab
- Dimnat Khadir
- Hayfan
- Jabal Habashy
- al-Ma'afer
- Maqbanah
- Mashra'a wa Hadnan
- al-Mawasit
- Mawiyah
- Mawza
- al-Misrakh
- al-Mudhaffar
- al-Mukha
- al-Qahirah
- Sabir al-Mawadim
- Salh
- Sama
- ash-Shamayatayn
- Shara'b ar-Rawnah
- Shara'b as-Salam
- as-Silw
- at-Ta'iziyah
- al-Wazi'iyah